# 東新木停留場
東新木停留場（日语：／ Higashi shingi teiryūjō */?），是位於高知縣高知市高須新木，土佐電交通後免線的電車站。

## 歷史
- 1975年（昭和50年）4月8日 - 土佐電氣鐵道電車站啟用[1][2]。
- 2014年（平成26年）10月1日 - 土佐電氣鐵道、高知縣交通（日语：高知県交通）和土佐電Dream Service（日语：土佐電ドリームサービス）合併，土佐電交通成立[3]。成為土佐電交通的電車站。

## 電車站構造
電車站是建造在專用路軌和共用道路上，設有2面2線的相對式乘車處（千鳥式）。播磨屋橋方向的乘車處為安全島（月台），後免町方向的乘車處為於並行道路上，該處劃上了白線標示乘車處。

## 電車站周邊
- 舟入川
- 高知東郵局（日语：高知東郵便局）
- 國道195號（日语：国道195号）

## 相鄰電車站
土佐電交通
後免線
田邊島通－東新木－新木

## 注腳
1. ↑  今尾惠介（監修）. . 11 中国四国. 新潮社. 2009: 60. ISBN 978-4-10-790029-6 （日语）.
2. ↑  服部重敬（編著）. . 山海堂. 2006: 296. ISBN 4-381-01816-8 （日语）.
3. ↑  上野宏人. . 毎日新聞 (毎日新聞社). 2014-10-02 （日语）.
4. 1 2  川島令三. . 【図説】 日本の鉄道. 第2巻 四国西部エリア. 講談社. 2013: 34・91頁. ISBN 978-4-06-295161-6 （日语）.